# Thirsty Work
| 전문가 평가 | 전문가 평가 |
| 평가 점수   | 평가 점수   |
| 출처        | 점수        |
| ----------- | ----------- |
| Allmusic    | [ 2 ]       |

《Thirsty Work》는 1994년 8월 22일, 폴리도르 레코드에서 발매한 영국의 하드 록 밴드 스테이터스 쿠오의 스물한 번째 스튜디오 음반이다.

## 배경
세 개의 히트 싱글인 〈I Don't Mean It〉 (21위), 〈Sherri Don't Fail Me Now〉 (38위), 그리고 독특하지 않은 발라드인 〈Restless〉 (39위)를 발매했다. 〈Goin' Nowhere〉는 독일에서 싱글로 발매되었다. 〈Sorry〉는 원래 데미스 루소스에 의해 녹음되었고 1980년 그의 음반 《Man of the World》에 프랜시스 로시와 버니 프로스트가 모든 악기와 백 보컬로 발매되었다.

## 곡 목록
모든 곡들은 특별한 언급이 없는 한 프랜시스 로시와 버니 프로스트에 의해 작사/작곡하였다.
| #   | 제목                           | 작사·작곡                   | 재생 시간 |
| --- | ------------------------------ | --------------------------- | --------- |
| 1.  | 〈Goin' Nowhere〉              | 로시, 프로스트, 토니 맥캐넌 | 3:50      |
| 2.  | 〈I Didn't Mean It〉           | 존 데이비드                 | 3:22      |
| 3.  | 〈Confidence〉                 | 앤디 본                     | 3:14      |
| 4.  | 〈Point of No Return〉         | 본, 존 에드워즈             | 3:50      |
| 5.  | 〈Sail Away〉                  |                             | 3:34      |
| 6.  | 〈Like It or Not〉             |                             | 4:01      |
| 7.  | 〈Soft in the Head〉           |                             | 3:20      |
| 8.  | 〈Queenie〉                    |                             | 3:32      |
| 9.  | 〈Lover of the Human Race〉    | 로시, 본                    | 3:32      |
| 10. | 〈Sherri, Don't Fail Me Now!〉 | 본, 에드워즈                | 3:20      |
| 11. | 〈Rude Awakening Time〉        |                             | 4:12      |
| 12. | 〈Back on My Feet〉            |                             | 3:06      |
| 13. | 〈Restless〉                   | 제니퍼 원스                 | 4:10      |
| 14. | 〈Ciao-Ciao〉                  | 로시, 본                    | 3:31      |
| 15. | 〈Tango〉                      |                             | 4:06      |
| 16. | 〈Sorry〉                      |                             | 3:28      |